# Wappen Surinames
Das Wappen Surinames wurde im Jahr 1975 eingeführt.

## Beschreibung
Die heraldisch rechte Hälfte des Schildes symbolisiert die Vergangenheit, als Sklaven per Schiff aus Afrika nach Suriname verschleppt wurden.
Die heraldisch linke Hälfte ist die Seite der Gegenwart, symbolisiert durch die Königspalme, auch das Symbol vom gerechten Mensch („der gerechte Mensch soll aufblühen wie eine Palme“).

Flagge Surinames

Die Raute in der Mitte des Schilds ist die stilisierte Form des Herzens, das als Organ der Liebe betrachtet wird. Die Punkte der Raute zeigen die vier Windrichtungen an. Als Symbol des Vertrauens versinnbildlicht der Stern neben der Hoffnung, Erwartung und Friede auch die Treue aus dem Wappenspruch. Die fünf Zacken, aus denen der Stern besteht, erinnern an die fünf Erdteile sowie auch an die fünf großen Bevölkerungsgruppen, aus denen die Nation besteht. Er findet sich auch in der Flagge Surinames.
Schildhalter sind zwei Ureinwohner.
Das lateinische Motto Surinames lautet:
Justitia, Pietas, Fides
(„Gerechtigkeit, Frömmigkeit, Treue“)

## Geschichte

Wappen aus der niederländischen Kolonialzeit

Das Wappen geht in seiner Grundform auf das 17. Jahrhundert zurück, wurde jedoch mehrfach verändert. Es wurde 1959 von Noni Verwey-Lichtveld entworfen und basiert in Einzelheiten auf älteren Wappen. In seiner heutigen Form wurde es am 15. Dezember 1959 eingeführt und nach der Unabhängigkeitserklärung im Jahr 1975 beibehalten.